# Małgorzata Hołub-Kowalik
Małgorzata Hołub-Kowalik (Koszalin, 30 oktober 1992) is een atlete uit Polen, die zich heeft gespecialiseerd in de 400 m. 

## Loopbaan
Hołub behaalde haar successen met de 4x400m estafette, zowel de vrouwen als de gemengde estafette.
Met de Poolse vrouwenploeg werd zij tweemaal Europees kampioene indoor en won ze tweemaal de World Athletics Relays.
Hołub nam deel aan de Olympische Zomerspelen 2020 op de estafette-onderdelen. Op de gemengde estafette liep Hołub in de series en haar ploeggenoten wonnen de finale, waardoor Hołub ook een gouden medaille ontving. Op 4x400m estafette voor vrouwen won Hołub de zilveren medaille.

## Titels
- Europees kampioen indoor 4x400m vrouwen 2017, 2019
- World Athletics Relays kampioen 4x400m vrouwen 2017, 2019
- Olympisch kampioene 4×400 m gemengd - 2020

## Persoonlijke records
Outdoor
| Onderdeel | Prestatie          | Datum            | Plaats   |
| --------- | ------------------ | ---------------- | -------- |
| 100 m     | 12,17 s (+0,9 m/s) | 8 juni 2019      | Koszalin |
| 200 m     | 23,93 s (+1,3 m/s) | 15 augustus 2018 | Oleśnica |
| 400 m     | 51,18 s            | 21 juli 2018     | Lublin   |
| 800 m     | 2.06,26 s          | 2 september 2018 | Radom    |

Indoor
| Onderdeel | Prestatie | Datum            | Plaats |
| --------- | --------- | ---------------- | ------ |
| 400 m     | 52,57 s   | 18 februari 2018 | Toruń  |

## Palmares

### 400 m
- 2014: Series WKI - 53,07
- 2015: Series EKI - 53,31
- 2016: HF WKI - 52,73
- 2016: HF OS - 51,93
- 2017: 6e EKI - 54,29
- 2018: HF EK - 51,74

### 4 x 400 m
- 2013: series WK - 3.29,75
- 2014: 4e WKI - 3.29,89
- 2014: 5e World Athletics Relays - 3.27,37
- 2015:  EKI - 3.31,90
- 2015: 5e World Athletics Relays - 3.29,30
- 2015: series WK - 3.32,83
- 2016:  WKI - 3.31,05
- 2016: 4e EK - 3.27,60
- 2016: 6e OS - 3.27,28
- 2017:  EKI - 3.29,94
- 2017:  World Athletics Relays - 3.28,28
- 2017:  WK - 3.25,41
- 2018:  WKI - 3.26,09 NIR
- 2018:  EK - 3.26,49
- 2019:  EKI - 3.28,77
- 2019:  World Athletics Relays - 3.27,49
- 2019:  WK - 3.21,89 (NR)
- 2021:  EKI - 3.29,94
- 2021:  World Athletics Relays - 3.28,81
- 2021:  OS - 3.20,53 NR
- 2022: series WK - 3.29,34
- 2022:  EK - 3.21,68[1]

### 4 x 400 m gemengd
- 2019: 5e WK - 3.12,43 [2]
- 2021:  OS - 3.09,87 (AR)[3]

- World Athletics: 14389461